# 31324 Іржіміразек
31324 Іржіміразек (31324 Jiřímrázek) — астероїд головного поясу, відкритий 27 квітня 1998 року.
Тіссеранів параметр щодо Юпітера — 3,211.